# Destacamento Especial de Intervención
El Destacamento Especial de Intervención (DEI) es una unidad de intervención de la Gendarmería Nacional de Argelia. El DEI está especializado en la lucha contraterrorista, liberación de rehenes, protección de VIP (personas muy importantes).

## Historia
El DEI nació el 27 de agosto de 1989 por un decreto presidencial y se pone bajo el mando de la gendarmería nacional argelina, esta unidad es el equivalente argelino del GIGN francés. El DEI es una unidad de élite de la gendarmería nacional argelina. En 2013, el DEI participó en la liberación de varias personas durante la toma de rehenes de In Amenas.

## Formación
El DEI recluta sus futuros operadores directamente al seno de las escuelas superiores de la gendarmería nacional para los oficiales (son seleccionados antes de que finalice su promoción) y al nivel de las escuelas de suboficiales de la gendarmería nacional de Sétif y de Sidi Bel Abbès para los suboficiales.

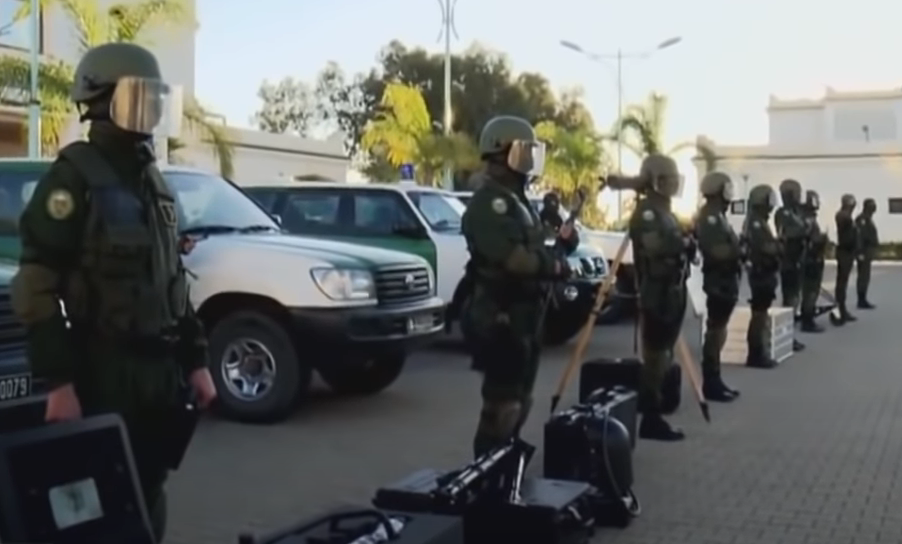
Grupo de intervención del DEI.

Los aspirantes que deseen incorporarse a la unidad son evaluados en primer lugar, si superan esta fase de evaluación, serán admitidos en el programa de integración que consta de cuatro fases :
- El programa de preparación física: (Entrenamiento militar, entrenamiento de deportes de combate como karate, boxeo, Jiu-jitsu brasileño, combate cuerpo a cuerpo, artes marciales en general...). Están supervisados por instructores profesionales de la unidad de deportes de combate.
- El curso de preparación: (Entrenamiento físico, psicológico y de combate) esta fase es una de las más difíciles porque se pone a prueba al aprendiz (ejercicios diurnos y nocturnos, condiciones climáticas desfavorables...) y termina con la famosa carrera de obstáculos.
- La cualificación de salto en paracaídas: Pasan por la Escuela de Formación de Comandos e Iniciación al Paracaidismo (EFCIP) de Boghar para aprobar su certificado de paracaidista, pero también para iniciarse en las técnicas de comando y paracaidismo.
- El certificado de intervención profesional especial (BPSI): Se trata de la última formación para ser operativo dentro de la unidad, los alumnos recibirán cursos de buceo, primeros auxilios en combate, formación para adiestradores de perros, pero también tiro, uso de explosivos, protección cercana, y técnicas de escalada de edificios y relieves, intervención en entornos cerrados y abiertos, etc.), forman parte de estas sesiones diarias. La formación se lleva a cabo en dos etapas, la primera es la fase de instrucción militar, y la segunda es la fase de evaluación de los alumnos, que deben superar la prueba final si quieren integrar en la unidad.

Si superan esta prueba, recibirán la insignia y el parche del DEI, y serán admitidos en la unidad operativa y se convertirán en operadores de pleno derecho de la unidad.
La duración de la formación en el DEI es de 6 meses, y los alumnos reciben el equivalente a 1.400 horas de formación avanzada.

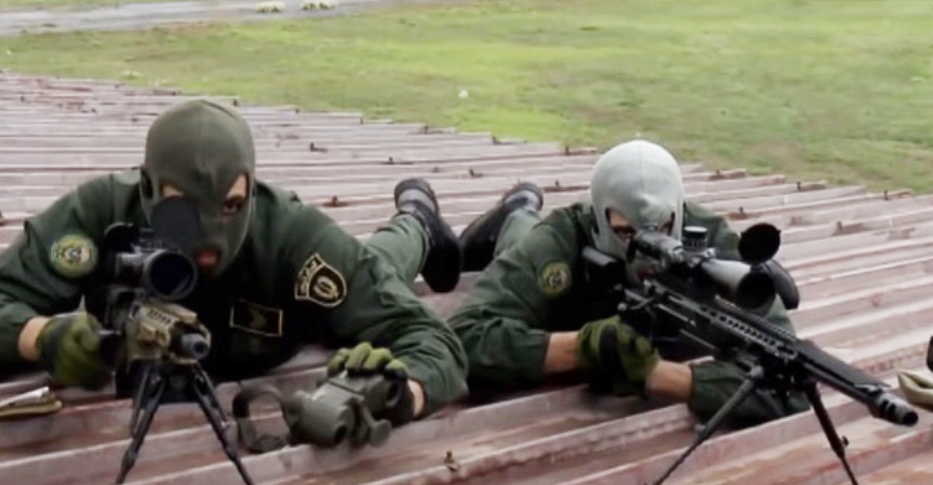
Francotiradores del DEI.

No obstante, los operarios reciben una formación casi continua y cada miembro se somete a un entrenamiento diario.
El entrenamiento de tiro es diario, y cada elemento puede ir al campo de tiro cuando lo desee. Los instructores de la célula de formación evalúan las pruebas de tiro, incluyendo las cronometradas, las de tiro selectivo, las de precisión y las de largo alcance. Las operaciones de entrenamiento en diferentes escenarios, siempre con munición real, se revisan y se informa de ellas para corregir cada acción y tratar de mejorar su tecnicidad.
También se entrenan a menudo por la noche, con prismáticos de visión nocturna, en todo tipo de situaciones en los 13 emplazamientos que tienen reservados, ejercicios desde un helicóptero con técnicas de retirada, pero también pruebas de conducción rápida y técnicas básicas en el ámbito de la negociación de rehenes.
El DEI realiza regularmente intercambios en el extranjero, o los ha realizado en el pasado con varios homólogos extranjeros, como el GIGN francés. Estos últimos también han realizado una formación en el USSOCOM en los Estados Unidos.
El DEI también ha proporcionado a numerosas promociones de países africanos formación en materia de intervención y escolta.

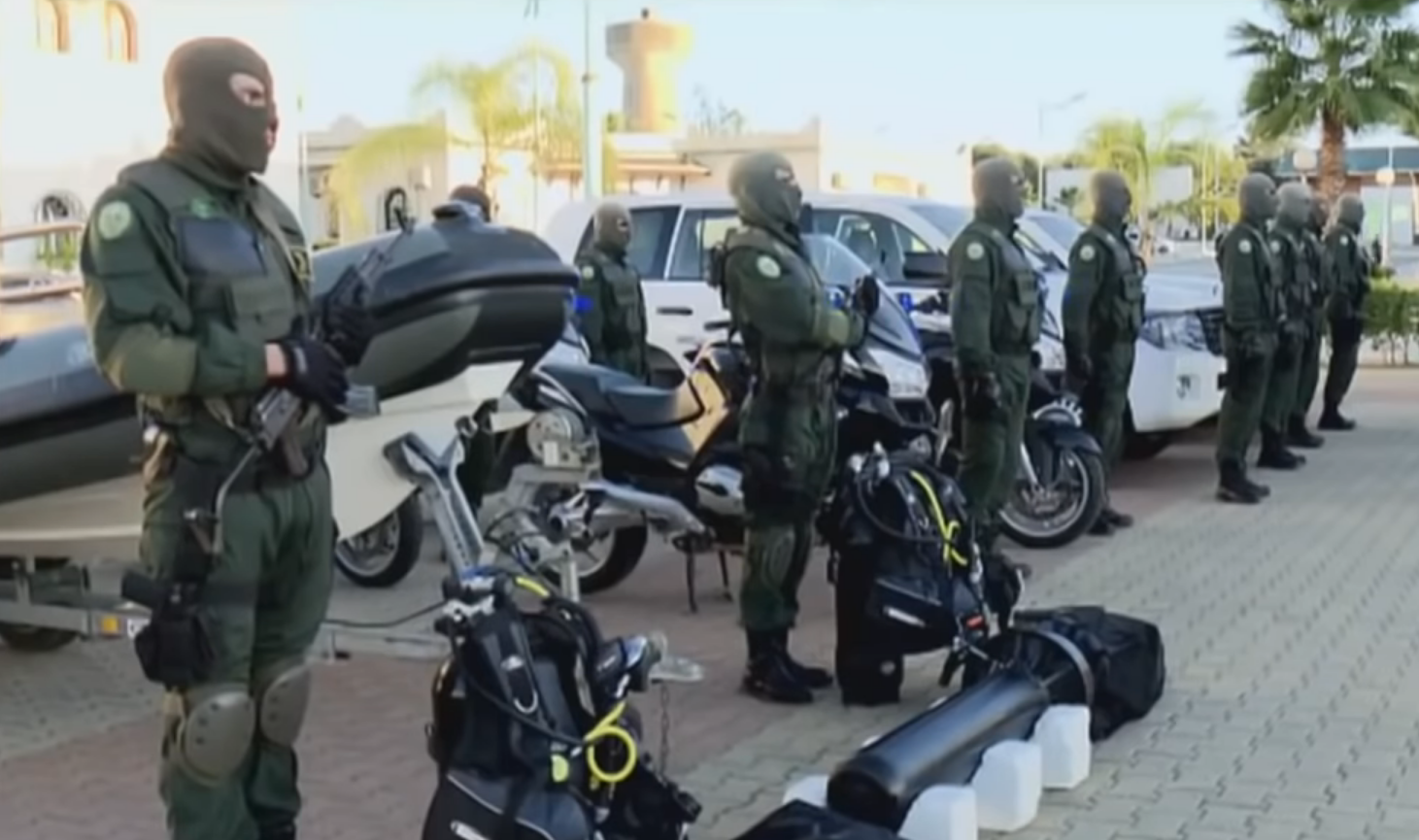
El grupo de nadadores de combate del DEI.

## Misiones

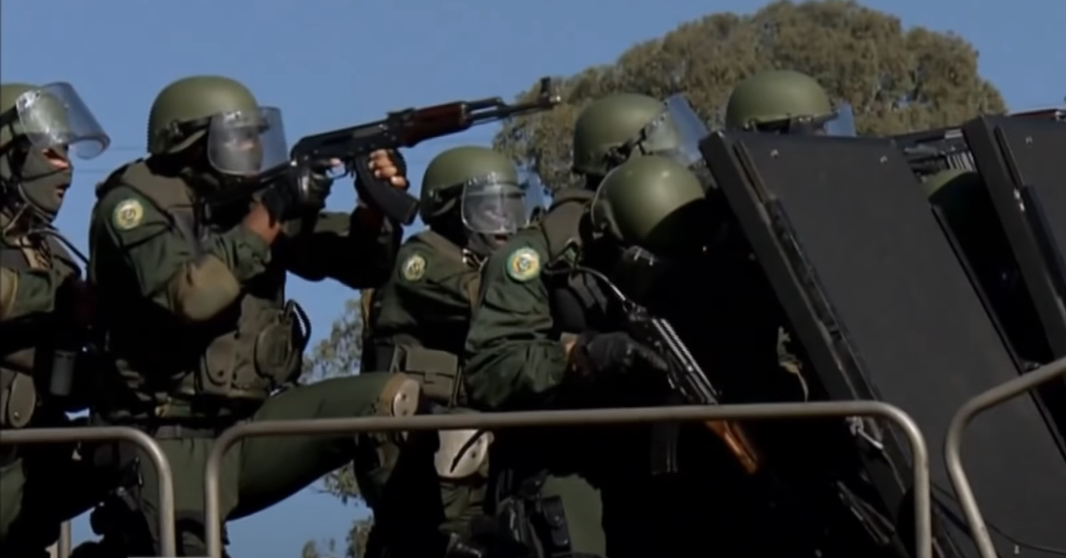
Miembros del DEI durante un entrenamiento.

Las misiones principales del DEI son :
- Lucha antiterrorista y la liberación de rehenes.
- Neutralización de criminales peligrosos.
- Búsqueda y captura de fugitivos de la justicia y presos fugados.
- Participación en operaciones de la policía judicial.
- Escolta y traslado de detenidos peligrosos.
- Protección cercana y escolta de personas importantes.
- Misiones de asistencia civil.

## Organización
El DEI está dividido en varias unidades, cada una con su propia función, dependiendo de la misión, pueden trabajar juntas en una operación, o bien por separado. El DEI está formado por:
- Unidades de intervención: Formadas por grupos de asalto, grupos de apoyo, y francotiradores.
- Unidades de apoyo operativo: Reconocimiento, observación, escucha e inteligencia.
- Unidades de nadadores de combate: Asalto anfibio, sabotaje, reconocimiento, búsqueda y rescate.
- Unidades de escolta y protección: Protección, seguridad, escolta de personas muy importantes.
- Unidades de artificieros y desminadores: Desminado, desactivación y asistencia técnica.
- Unidad canina (K-9): Formada por equipos de perros, grupos de reclutamiento y adiestramiento de perros, grupos de búsqueda de drogas o explosivos.
- Unidad de formación: Formada por un equipo de formación e instrucción, y un equipo de deportes de combate.

## Operaciones principales
El DEI ha llevado a cabo cientos de operaciones desde su creación, desde el rescate de rehenes hasta la detención y posterior neutralización de delincuentes. Algunas de sus operaciones más conocidas son las siguientes:
- Crisis de los rehenes en In Amenas (Tiguentourine): El 16 de enero de 2013, una columna de cuatro vehículos todoterreno, en la que viajaban unos 30 terroristas fuertemente armados, cruzó la frontera argelino-libia, tomó el complejo gasístico de Tiguentourine, situado a 40 km de In Amenas, y tomó como rehenes a los 800 trabajadores que allí trabajaban, entre ellos a 130 extranjeros. Las fuerzas especiales llevaron a cabo el asalto, que se saldó con la eliminación de 27 miembros del comando terrorista, la detención de otros tres y la muerte de 37 rehenes.

## Armamento

### Pistolas
| Nombre        | Imagen   | Origen                 | Tipo                   | Calibre              | Notas                                                                   |
| Pistolas      | Pistolas | Pistolas               | Pistolas               | Pistolas             | Pistolas                                                                |
| ------------- | -------- | ---------------------- | ---------------------- | -------------------- | ----------------------------------------------------------------------- |
| Caracal       |          | Emiratos Árabes Unidos | Pistola semiautomática | 9 × 19 mm Parabellum |                                                                         |
| Glock 17 / 18 |          | Austria                | Pistola semiautomática | 9 × 19 mm Parabellum | Puede equiparse con una linterna eléctrica y un kit de conversión RONI. |
| Glock 31      |          | Austria                | Pistola semiautomática | 9 × 22 mm            |                                                                         |

### Fusiles de asalto
| Nombre             | Imagen            | Origen            | Tipo              | Calibre                          |
| Fusiles de asalto  | Fusiles de asalto | Fusiles de asalto | Fusiles de asalto | Fusiles de asalto                |
| ------------------ | ----------------- | ----------------- | ----------------- | -------------------------------- |
| AKM                |                   | Unión Soviética   | Fusil de asalto   | 7,62 × 39 mm                     |
| Steyr AUG          |                   | Austria           | Fusil de asalto   | 5,56 × 45 mm OTAN                |
| Heckler & Koch G36 |                   | Alemania          | Fusil de asalto   | 5,56 × 45 mm OTAN                |
| AR-M4SF            |                   | Bulgaria          | Fusil de asalto   | 5,56 x 45 mm OTAN / 7,62 x 39 mm |

### Subfusiles
| Nombre             | Imagen     | Origen     | Tipo       | Munición             | Fabricante |
| Subfusiles         | Subfusiles | Subfusiles | Subfusiles | Subfusiles           | Subfusiles |
| ------------------ | ---------- | ---------- | ---------- | -------------------- | ---------- |
| Beretta M12        |            | Italia     | Subfusil   | 9 × 19 mm Parabellum |            |
| Heckler & Koch MP7 |            | Alemania   | Subfusil   | HK 4,6 × 30 mm       |            |

### Ametralladoras
| Nombre           | Imagen         | Origen          | Tipo                               | Munición       | Fabricante     |
| Ametralladoras   | Ametralladoras | Ametralladoras  | Ametralladoras                     | Ametralladoras | Ametralladoras |
| ---------------- | -------------- | --------------- | ---------------------------------- | -------------- | -------------- |
| RPD              |                | Unión Soviética | Ametralladora ligera               | 7,62 × 39 mm   |                |
| RPK              |                | Unión Soviética | Ametralladora ligera               | 7,62 × 39 mm   |                |
| Ametralladora PK |                | Unión Soviética | Ametralladora de propósito general | 7,62 × 54 mm R |                |

### Fusiles de francotirador
| Nombre                          | Imagen                   | Origen                   | Tipo                     | Munición                 | Fabricante              |
| Fusiles de francotirador        | Fusiles de francotirador | Fusiles de francotirador | Fusiles de francotirador | Fusiles de francotirador |                         |
| ------------------------------- | ------------------------ | ------------------------ | ------------------------ | ------------------------ | ----------------------- |
| Sako TRG 22                     |                          | Finlandia                | Fusil de francotirador   | .308 Winchester          | Sako                    |
| Fusil de francotirador Dragunov |                          | Unión Soviética          | Fusil de francotirador   | 7,62 × 54 mm R           | Corporación Kalashnikov |
| Remington MSR                   |                          | Estados Unidos           | Fusil de francotirador   | 338. Lapua               | Remington               |
| Zastava M93 Black Arrow         |                          | Serbia                   | Fusil de francotirador   | 12,7 × 108 mm            | Zastava Arms            |

### Escopetas
| Nombre           | Imagen    | Origen         | Tipo      | Calibre    | Fabricante                                              |
| Escopetas        | Escopetas | Escopetas      | Escopetas | Escopetas  | Escopetas                                               |
| ---------------- | --------- | -------------- | --------- | ---------- | ------------------------------------------------------- |
| Beretta RS-202M2 |           | Argelia Italia | Escopeta  | Calibre 12 | BerettaEmpresa de Construcciones Mecánicas de Khenchela |

### Lanzagranadas acoplado
| Nombre                 | Imagen                 | Origen                  | Munición               | Fabricante                                                                   |
| Lanzagranadas acoplado | Lanzagranadas acoplado | Lanzagranadas acoplado  | Lanzagranadas acoplado | Lanzagranadas acoplado                                                       |
| ---------------------- | ---------------------- | ----------------------- | ---------------------- | ---------------------------------------------------------------------------- |
| GP-25                  |                        | Argelia Unión Soviética | Granada de 40 mm       | Empresa de Construcciones Mecánicas de KhenchelaKBP Instrument Design Bureau |

### Lanzacohetes
| Nombre       | Imagen       | Origen          | Tipo                          |
| Lanzacohetes | Lanzacohetes | Lanzacohetes    | Lanzacohetes                  |
| ------------ | ------------ | --------------- | ----------------------------- |
| RPG-7        |              | Unión Soviética | Granada propulsada por cohete |

## Equipamiento
El DEI, al igual que todas las fuerzas especiales del Mundo, dispone de equipamiento específico para cada intervención.
- Trajes de camuflaje Ghillie (usados por los francotiradores).
- Chalecos antibalas y placas balísticas.
- Dispositivos de visión nocturna
- Guantes, pistoleras, rodilleras, coderas y gafas de protección.

### Cascos
| Nombre              | Imagen | Origen         | Tipo             |
| Cascos              | Cascos | Cascos         | Cascos           |
| ------------------- | ------ | -------------- | ---------------- |
| Casco SPECTRA       |        | Francia        | Casco de combate |
| Casco FAST ops core |        | Estados Unidos | Casco de combate |